# Asthenia fortis
Asthenia fortis är en fjärilsart som beskrevs av Jordan 1924. Asthenia fortis ingår i släktet Asthenia och familjen påfågelsspinnare. Inga underarter finns listade i Catalogue of Life.